# Campionati italiani maschili assoluti di atletica leggera 1927
I XVIII campionati italiani assoluti di atletica leggera si sono tenuti a Bologna, presso lo stadio del Littoriale, dal 17 al 20 settembre 1927. Fu la prima edizione organizzata dalla Federazione Italiana di Atletica Leggera fondata proprio quell'anno. Furono assegnati ventitré titoli in altrettante discipline, tutti in ambito maschile.
Diciannove titoli furono assegnati nelle prime due giornate di gara, mentre nella terza fu assegnato il titolo del lancio del martello e presero il via le gare del decathlon. Nella quarta giornata di gare furono assegnati i titoli del decathlon e dei 3000 metri siepi.
Durante la manifestazione si disputarono anche delle staffette non valide per l'assegnazione dei titoli nazionali: 4×800 metri e staffetta svedese.
In questi campionati furono stabiliti due nuovi record italiani: Danilo Innocenti migliorò quello del salto con l'asta con la misura di 3,63 m, mentre la squadra del Gruppo Sportivo Nafta (Alfredo Gargiullo, Giovanni Garaventa, Angelo Davoli e Guido Cominotto)  stabilì il record italiano nella staffetta 4×800 metri con il tempo di 8'01"2/5 (fu il primo record italiano ufficializzato per questa disciplina).
Come gare di contorno, nella quarta giornata della manifestazione furono organizzati i 200 metri piani validi per l'assegnazione del Gran Premio Bologna, che fu assegnato ad Alfredo Gargiullo che vinse la gara con il tempo di 22"3/5, e una gara sui 1000 metri piani che fu vinta da Euclide Svampa con il tempo di 2'32"1/5.
Il titolo italiano della mezza maratona fu assegnato a Torre del Greco il 4 settembre, mentre quelli della maratona e della maratona di marcia, rispettivamente il 16 ottobre e 2 ottobre a Torino e Como. Quello di corsa campestre fu assegnato il 27 febbraio a Torino, mentre quello del pentathlon il 23 ottobre a Milano insieme a quello della staffetta 4×1500 metri.

## Risultati

### Le gare del 17-20 settembre a Bologna
| Specialità             | Oro                                                                                        | Prestazione | Argento                                                                                      | Prestazione | Bronzo                                                                         | Prestazione |
| Corse                  |                                                                                            |             |                                                                                              |             |                                                                                |             |
| 100 m                  | Franco Reyser Gruppo Sportivo Officine Meccaniche                                          | 11"1/5      | Ruggero Maregatti Gruppo Sportivo Officine Meccaniche                                        | a 1 metro   | Antonio Maineri Gruppo Sportivo Officine Meccaniche                            | s/t         |
| 200 m                  | Franco Reyser Gruppo Sportivo Officine Meccaniche                                          | 23"0        | Ruggero Maregatti Gruppo Sportivo Officine Meccaniche                                        | a spalla    | Alberto D'Agostino Virtus Bologna Sportiva                                     | s/t         |
| 400 m                  | Alfredo Gargiullo Gruppo Sportivo Nafta                                                    | 49"4/5      | Ugo Vianello La Fenice Venezia                                                               | 52"0        | Paolo Jodice Società Atletica Virtus Napoli                                    | s/t         |
| 800 m                  | Ettore Tavernari La Fratellanza 1874                                                       | 1'58"4/5    | Guido Cominotto Gruppo Sportivo Nafta                                                        | 1'59"0      | Angelo Davoli Gruppo Sportivo Nafta                                            | 2'03"0      |
| 1500 m                 | Angelo Davoli Gruppo Sportivo Nafta                                                        | 4'14"2/5    | Giovanni Garaventa Gruppo Sportivo Nafta                                                     | 4'15"3/5    | Nello Bartolini Club Sportivo Firenze                                          | s/t         |
| 5000 m                 | Luigi Boero Gruppo Sportivo Nafta                                                          | 15'47"0     | Giuseppe Lippi Club Sportivo Firenze                                                         | 15'50"3/5   | Carlo Speroni Società Ginnastica Pro Patria et Libertate                       | 16'24"0     |
| 10 000 m               | Luigi Rossini Milizia Volontaria per la Sicurezza Nazionale                                | 33'12"0     | Aldo Laredo Sport Club Galvani                                                               | 33'56"2/5   | Giovanni Balbusso Sport Club Iride                                             | 34'25"0     |
| 110 m hs               | Giacomo Carlini Gruppo Sportivo Nafta                                                      | 16"2/5      | Mario Agosti Cotonificio Veneziano Pordenone                                                 | a 3 metri   | Piero Borgogna Michelin Sport Club Torino                                      | s/t         |
| 400 m hs               | Luigi Facelli Gruppo Sportivo Officine Meccaniche                                          | 57"0        | Mario Schiavini Società Ginnastica Gallaratese                                               | 1'01"1/5    | Luigi Pertoldi Società Ginnastica Triestina                                    | s/t         |
| 3000 m siepi           | Nello Bartolini Club Sportivo Firenze                                                      | 10'01"0     | Attilio Testoni Virtus Bologna Sportiva                                                      | 10'30"0     | Giuseppe Ottolia Gruppo Sportivo Nafta                                         | 10'39"1/5   |
| Marcia 10 000 m        | Armando Valente Gruppo Sportivo Nafta                                                      | 48'29"2/5   | Tagliani Club Sportivo Farnese                                                               | 50'01"2/5   | Giulio Di Domenico Legione partenopea                                          | 51'10"1/5   |
| Staffetta 4×100 m      | GS Officine Meccaniche Franco Reyser Antonio Maineri Gustavo Dazio Ruggero Maregatti       | 44"1/5      | Sport Club Italia Luigi Colombo Giovanni Orlandi Ernesto Bonacina Edgardo Toetti             | a 1 metro   | Virtus Bologna Sportiva G. Terzi Salviati Marcello Tarabusi Alberto D'Agostino | s/t         |
| Staffetta 4×400 m      | Gruppo Sportivo Nafta Alfredo Gargiullo Giacomo Carlini Guido Cominotto Giovanni Garaventa | 3'37"3/5    | Società Atletica Virtus Napoli Mario Turra Antonio Bartolozzi Simone (o Simoni) Paolo Jodice | 3'38"0      | Virtus Bologna Sportiva                                                        | 3'38"1/5    |
| Salti                  |                                                                                            |             |                                                                                              |             |                                                                                |             |
| Salto in alto          | Giuseppe Palmieri Virtus Bologna Sportiva                                                  | 1,80 m      | Antonio Carrer Fratellanza Sportiva Sestrese                                                 | 1,78 m      | Walter Barbieri Virtus Bologna Sportiva                                        | 1,75 m      |
| Salto con l'asta       | Danilo Innocenti Gruppo Sportivo Cattolico Sesto Fiorentino                                | 3,63 m      | Alvaro Bulgarelli Forti e Liberi Forlì                                                       | 3,40 m      | Francesco Pilati Virtus Bologna Sportiva                                       | 3,35 m      |
| Salto in lungo         | Enrico Torre Club Sportivo Firenze                                                         | 6,97 m      | Adolfo Contoli Virtus Bologna Sportiva                                                       | 6,66 m      | Mario Trabucco Gruppo Sportivo Nafta                                           | 6,54 m      |
| Salto triplo           | Mario Trabucco Gruppo Sportivo Nafta                                                       | 13,78 m     | Ezio Galosi Vigor Ascoli Piceno                                                              | 13,615 m    | Gino Pezzoni Gruppo Sportivo Officine Meccaniche                               | 12,85 m     |
| Lanci                  |                                                                                            |             |                                                                                              |             |                                                                                |             |
| Getto del peso         | Clemente Romanò Gruppo Sportivo Officine Meccaniche                                        | 12,59 m     | Antonio Capecchi Club Sportivo Firenze                                                       | 12,43 m     | Mario Agosti Cotonificio Veneziano Pordenone                                   | 12,41 m     |
| Lancio del disco       | Camillo Zemi Società Ginnastica Stradellina                                                | 40,10 m     | Armando Poggioli Società Ginnastica Panaro Modena                                            | 37,53 m     | Benvenuto Mignani Virtus Bologna Sportiva                                      | 37,23 m     |
| Lancio del martello    | Armando Poggioli Società Ginnastica Panaro Modena                                          | 46,45 m     | Romolo Marchesi La Fratellanza 1874                                                          | 37,67 m     | Gastone Semprebon La Fratellanza 1874                                          | 37,26 m     |
| Lancio del giavellotto | Antonio Capecchi Club Sportivo Firenze                                                     | 55,58 m     | Adriano Dallago Unione Ginnastica Trento                                                     | 49,40 m     | Giacomo Carlini Gruppo Sportivo Nafta                                          | 46,77 m     |
| Prove multiple         |                                                                                            |             |                                                                                              |             |                                                                                |             |
| Decathlon              | Giacomo Carlini Gruppo Sportivo Nafta                                                      | 6565,47 p.  | Mario Agosti Cotonificio Veneziano Pordenone                                                 | 5992,56 p.  | Giovanni Medri Club Atletico Faenza                                            | 4793,59 p.  |

#### Le staffette di contorno del 17-20 settembre a Bologna
Di seguito sono riportati i risultati delle staffette corse durante i campionati, ma che non furono valide per l'assegnazione del titolo di campione italiano, in quanto si trattava di discipline escluse dai campionati nazionali.
| Specialità        | Oro                                                                                      | Prestazione | Argento                           | Prestazione | Bronzo                            | Prestazione |
| Staffetta 4×800 m | Gruppo Sportivo Nafta Alfredo Gargiullo Giovanni Garaventa Angelo Davoli Guido Cominotto | 8'01"2/5    | Virtus Bologna Sportiva           | s/t         | Società Atletica Virtus Napoli    | s/t         |
| Staffetta svedese | GS Officine Meccaniche Luigi Facelli Bruno Pensa Franco Reyser Ruggero Meregatti         | 2'03"1/5    | Virtus Bologna Sportiva squadra A | s/t         | Virtus Bologna Sportiva squadra B | s/t         |

### La corsa campestre del 27 febbraio a Torino
Il campionato di corsa campestre si tenne presso l'ippodromo di Mirafiori a Torino, su un percorso di quattro giri e mezzo dell'ippodromo (8  km) e un totale di circa venti ostacoli.
| Specialità             | Oro                                  | Prestazione | Argento                               | Prestazione | Bronzo                              | Prestazione |
| Corsa campestre (8 km) | Giuseppe Lippi Club Sportivo Firenze | 27'20"4/5   | Aurelio Badiali Sempre Avanti Firenze | 27'30"2/5   | Paolo Mezzano Sempre Avanti Firenze | 27'42"0     |

### La mezza maratona del 4 settembre a Torre del Greco
La mezza maratona si corse a Torre del Greco su un percorso di 20 km con partenza in corso Vittorio Emanuele, passando poi per Resina, Portici, San Giorgio a Cremano, Croce del Lagno e ritorno a Torre del Greco in piazza Santa Croce.
| Specialità             | Oro                                   | Prestazione | Argento                                    | Prestazione | Bronzo                                | Prestazione |
| Mezza maratona (20 km) | Luigi Rossini 23ª legione MVSN Mincio | 1h02'00"    | Venturino Canonico 138ª Legione partenopea | 1h04'57"    | Giuseppe Zitti 112ª legione MVSN Roma | 1h05'44"    |

### La maratona di marcia del 2 ottobre a Como
La maratona di marcia si disputò a Como su un percorso di 42,75 km con partenza e arrivo dallo stadio Giuseppe Sinigaglia da poco inaugurato e tracciato che andava in lungolario Trento, circonvallazione, villa Salagar, Cernobbio, Moltrasio, Urio, Carate, Toriggia, Brienno e ritorno.
| Specialità                    | Oro                                 | Prestazione | Argento                         | Prestazione | Bronzo                                     | Prestazione |
| Maratona di marcia (42,75 km) | Giusto Umek Associazione 30 Ottobre | 3h34'25"4/5 | Donato Pavesi Sport Club Italia | 3h38'25"2/5 | Mario Brignoli Gruppo Sportivo Carlo Porta | 3h40'55"0   |

### La maratona del 16 ottobre a Torino
La maratona si corse a Torino su un percorso di 42,75 km con partenza dal motovelodromo di Corso Casale toccando corso Moncalieri, ponte Umberto I, corso Vittorio Emanuele II, via Rivalta, corso Stupinigi, corso Sebastopoli, Orbassano, Rivalta, Rivoli, barriera di Francia, piazza dello Statuto, corso Principe Eugenio, corso Regina Margherita, corso Casale e ritorno al motovelodromo.
| Specialità          | Oro                                   | Prestazione | Argento                                | Prestazione | Bronzo                                    | Prestazione |
| Maratona (42,75 km) | Luigi Rossini 23ª legione MVSN Mincio | 2h48'42"    | Giuseppe Ferrera Unione Sportiva Ivrea | 2h53'14"    | Giuseppe Sacchet Unione Sportiva Padovana | 2h59'21"    |

### Il pentathlon e la staffetta 4×1500 metri del 23 ottobre a Milano
Il titolo di campione italiano di pentathlon fu assegnato il 23 ottobre a Milano, presso il campo dello Sport Club Italia. La gara era composta da salto in lungo, lancio del disco, 200 metri piani, lancio del giavellotto e 1500 metri piani. Lo stesso giorno si assegnò il titolo della staffetta 4×1500 metri.
| Specialità         | Oro                                                                                   | Prestazione | Argento                                                           | Prestazione | Bronzo                               | Prestazione |
| Staffetta 4×1500 m | Gruppo Sportivo Nafta Giuseppe Ottolia Guido Cominotto Luigi Boero Giovanni Garaventa | 16'39"0     | Sport Club Italia Dell'Asta Garlaschelli De Angeli Disma Ferrario | 18'50"4/5   | AG F. Rho Dellera Anzani Zanni Cozzi | 19'37"3/5   |
| Pentathlon         | Giacomo Carlini Gruppo Sportivo Nafta                                                 | 5 p.        | Clemente Romano Gruppo Sportivo Officine Meccaniche               | 17 p.       | Oldani Gruppo Sportivo Marelli       | 21 p.       |